# 投げたダイスが明日を呼ぶ
『投げたダイスが明日を呼ぶ』（なげただいすがあすをよぶ）1965年2月13日に公開された日本の映画である。監督は牛原陽一。主演は小林旭。日活制作。
黒い賭博師シリーズ第4弾。

## 概要
新米賭博師が、神戸の賭場にて氷室に逆恨みをした組織の者によって殺される。
氷室はその遺骨を持って高松市を訪れる。そこで彼は、件の組織が住民を追い出してホテルを建てようとしていることを知り、正面切って挑むことにした。

## キャスト
- 氷室浩次： 小林旭
- 中島友子：松原智恵子
- 港のマリー：横山道代（横山通乃）
- 田城：深江章喜
- 浦辺 ： 郷鍈治
- 中島照彦 ： 平田大三郎
- 龍：牧伸二
- 工藤：中台祥浩
- 木戸：木浦佑三
- 外村： 小泉郁之助
- 連絡船『どうご丸』の賭博師 ：野呂圭介
- 古林： 花村彰則
- 梅沢：河合健二
- 工藤の配下の殺し屋：江角英明
- 開拓仲間： 澄川透
- 島野の子分：黒田剛
- 開拓仲間： 光沢でんすけ(光でんすけ)
- カジノのディーラー： 水木京二(水木京一)
- タクシー運転手：野村隆
- 開拓仲間： 小柴隆(小柴尋詩)
- バー『花園』のイカサマのカモにされる中年：玉井謙介
- 島野の子分：英原穣二
- 農園の女：三船好重、高田栄子
- 梅沢の妻： 北出桂子
- 神戸のプールバーのバーテン：井田武
- 島野の子分： 高緒弘志、倉田栄三
- 川寺：桂小かん
- 工藤の子分：松丘清司
- 島野の子分：立川博
- 島野興業の賭場のダイスの中盆： 中平哲仟
- 島野の子分： 赤司健介、熱海弘到、根本義幸
- 梅沢三郎：鈴木英一
- バー『花園』の歌手： 西条由美
- 技斗： 高瀬将敏
- 宗藤：金子信雄
- 島野：浜田寅彦
- 秋場：佐野浅夫
- 中島平次郎： 加藤嘉

## スタッフ
- 監督 ： 牛原陽一
- 脚本： 甲斐久尊、牛原陽一
- 企画 ： 児井英生
- 音楽： 小杉太一郎

## 同時上映
『拳銃野郎』
- 脚本：斎藤耕一、中野顕彰 / 監督：井田探 / 主演：高橋英樹